# Gyalui-havasok
A Gyalui-havasok (névváltozata: Andrássy-havasok) az Erdélyi-szigethegység északi részéhez sorolható hegység. Ezt veszi körül északról a Meszes-hegység, nyugatról a Vigyázó-hegység és a Bihar-hegység, délről az Öreghavas, míg kelet felé fokozatosan megy át a Mezőségbe.
A Gyalui-havasok a maga 1350 km²-ével az Erdélyi-szigethegység legnagyobb és kb. 25 km szélességében húzódó vonulata.
Folyói délen a Meleg-Szamos és a Hideg-Szamos, melyek együtt képezik a Kolozsvárt is átszelő Kis-Szamost, míg ennek fontosabb mellékágai a Kapus és a Reketó.

## Külső hivatkozások
- A Gyalui-havasok térképe
- A Pallas nagy lexikona